# Isidore Verheyden
Isidore Verheyden (Antwerpen, 24 januari 1846 - Elsene, 1 november 1905) was een Belgisch kunstschilder.

## Levensloop

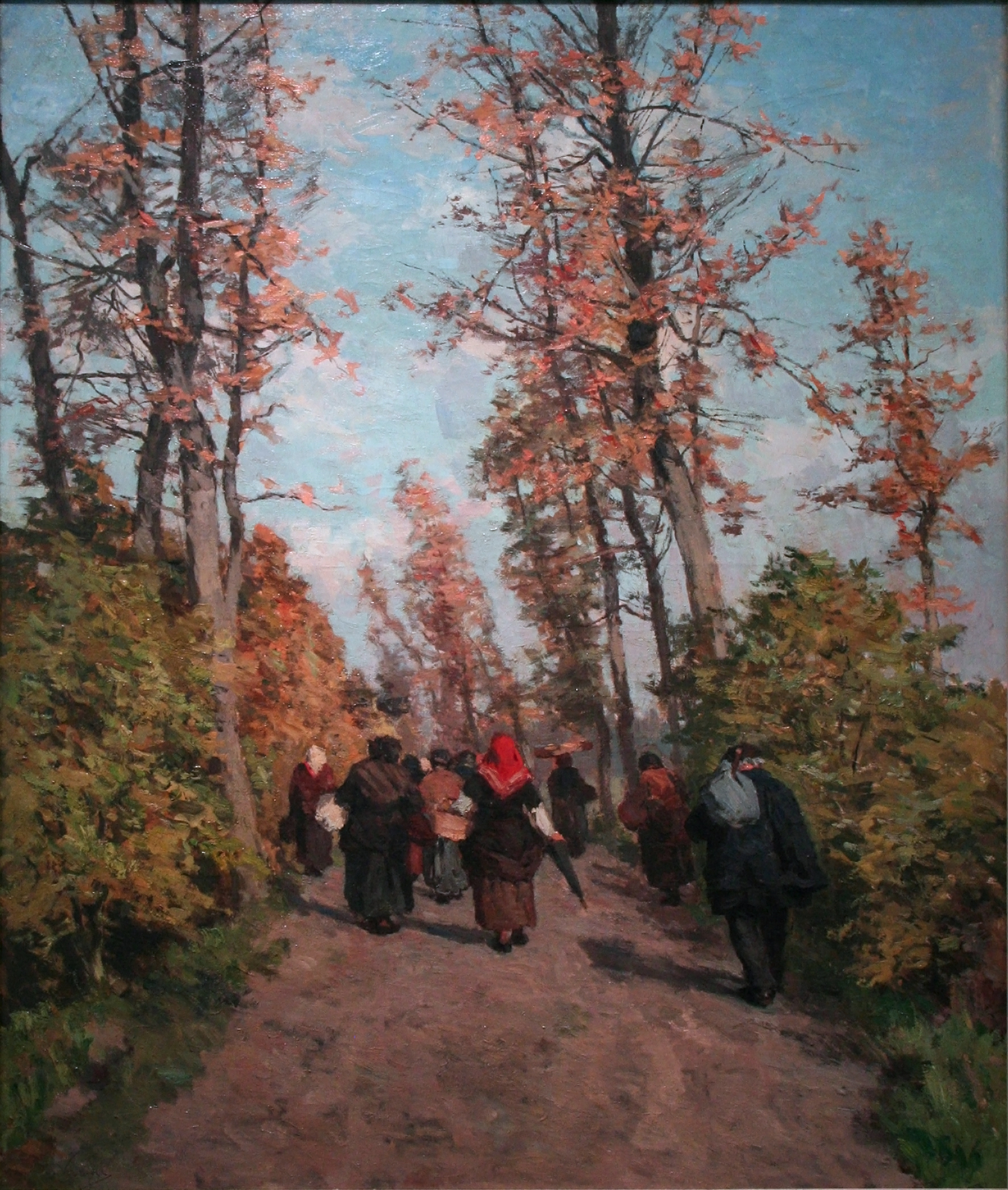
Terug van de markt, Museum M, Leuven

### Afkomst en opleiding
Hij was een zoon van Jean-François Verheyden, kunstschilder, en van Mélanie Horgnies.
Isidore Verheyden huwde in 1874 met Julienne Rosalie Gérome, bij wie hij 5 kinderen had, o.w. François, die kunstschilder werd. Verheydens zuster Pauline was de moeder van de kunstschilder Jean Vanden Eeckhoudt, wiens dochter Zoum Walter ook en bekende kunstschilder is. Verheyden woonde van 1874 tot 1883 te Hoeilaart, later in de Robianostraat 73, ca. 1888, in de Vertroostingstraat 78 en ten slotte in de Abdijstraat 45 te Elsene/Brussel.
Verheyden kwam reeds op elfjarige leeftijd in de Brusselse academie terecht, afd. "Lijntekenen" van 1857 tot 1859, van 1862 tot 1865 volgde hij de leergangen "Tekenen naar het antieke model", "Naar het antieke torso - fragmenten", ten slotte "Naar de antieke figuur".  Joseph Quinaux was er zijn belangrijke leraar.  Gedurende één jaar volgde hij ook de lessen in het atelier "Tekenen naar de natuur". Na zijn academietijd bekwaamde hij zich verder in het vrije atelier van Jean-François Portaels (de latere directeur van de Brusselse academie) in de Sinte-Appoliniasteeg.  

### Vroege carrière
Verheyden opteerde niet voor één enkele schilderkunstige specialiteit, maar was even goed portrettist en figuurschilder als landschap- en marineschilder.  Deze veelzijdigheid die typisch is voor zijn modernisme, deelde hij met heel wat vooruitstrevende tijd- en geestesgenoten.
Als exposant debuteerde hij ca. 1866 met werk in somber-realistische stijl. Algauw kwam hij in contact met de leden en de werking van de Société Libre des Beaux-Arts, een vereniging van realistische schilders die in 1868 was gesticht. Hij exposeerde in haar salons en hield er een levenslange vriendschap met Alfred Verwee en Constantin Meunier aan over.
Hoeilaart, waar Verheyden zich na zijn huwelijk in een eigen huisje op de Dumberg vestigde in betrekkelijke isolatie van de Brusselse vrienden- en kennissenkring, was een belangrijke etappe in zijn leven.  Hij had er vroeger – kortstondig – bevruchtende contacten gehad met Hippolyte Boulenger, die kort na de komst van Verheyden in Hoeilaart zou overlijden (1874).  Boulenger was de hoofdfiguur van de School van Tervuren en wellicht de belangrijkste protagonist van de moderne landschapschilderkunst in België. 

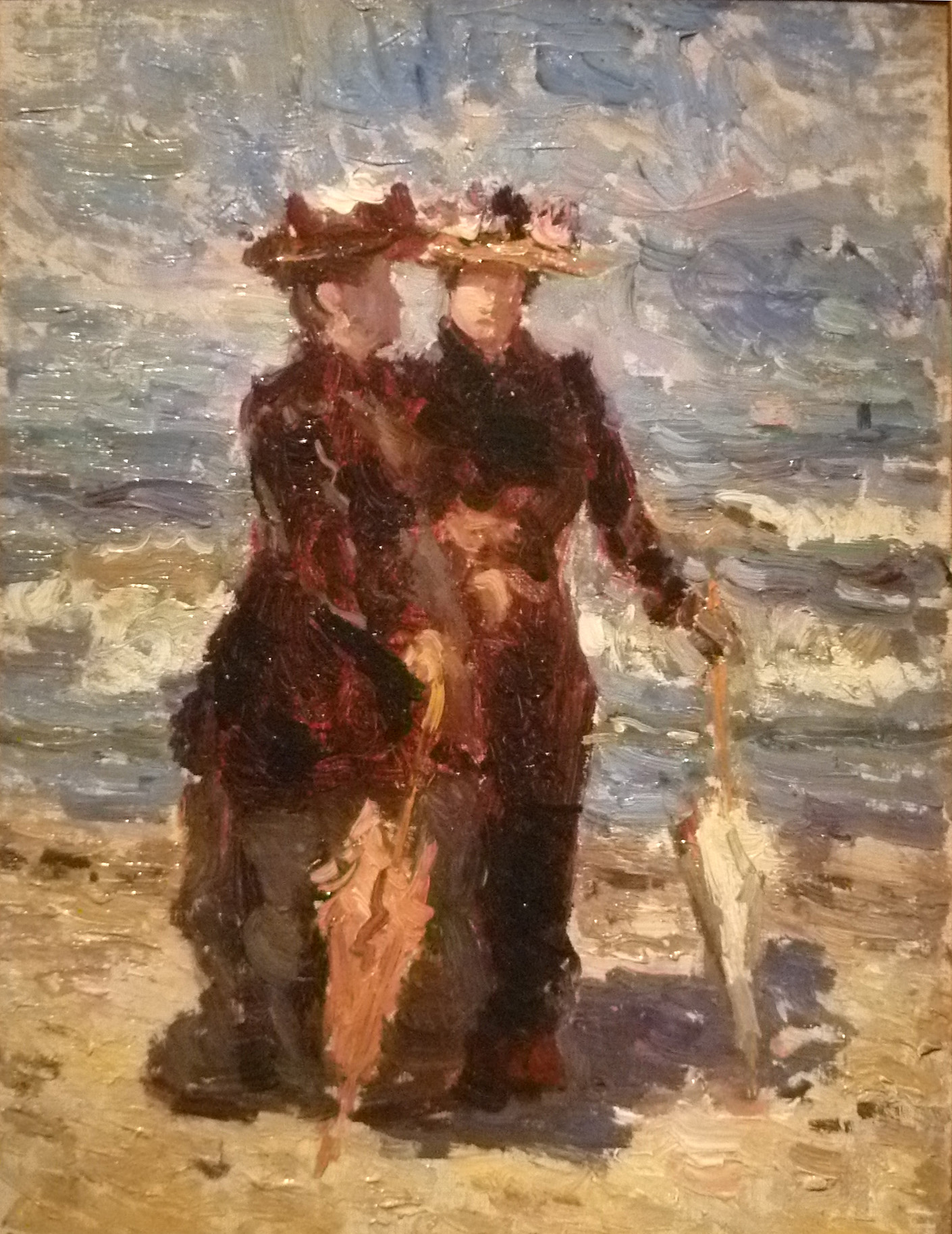
Dames op het strand

In de jaren tachtig ontstonden daar heel wat landschappen met het Zoniënwoud en het platteland ten zuiden van Brussel als motief.  Camille Lemonnier getuigde in de catalogus van Verheydens atelierverkoop (1910; zie Lit.) : "Ik kende hem tijdens mijn jonge jaren, in de boomgaard te Groenendaal waar ik "Un mâle" schreef. Terwijl ik hem zag schilderen, zag ik als het ware het decor van mijn boek zich voor mijn ogen ontrollen…” Lemonnier heeft het er ook over Verheydens tomeloze passie voor de pracht van de natuur. 

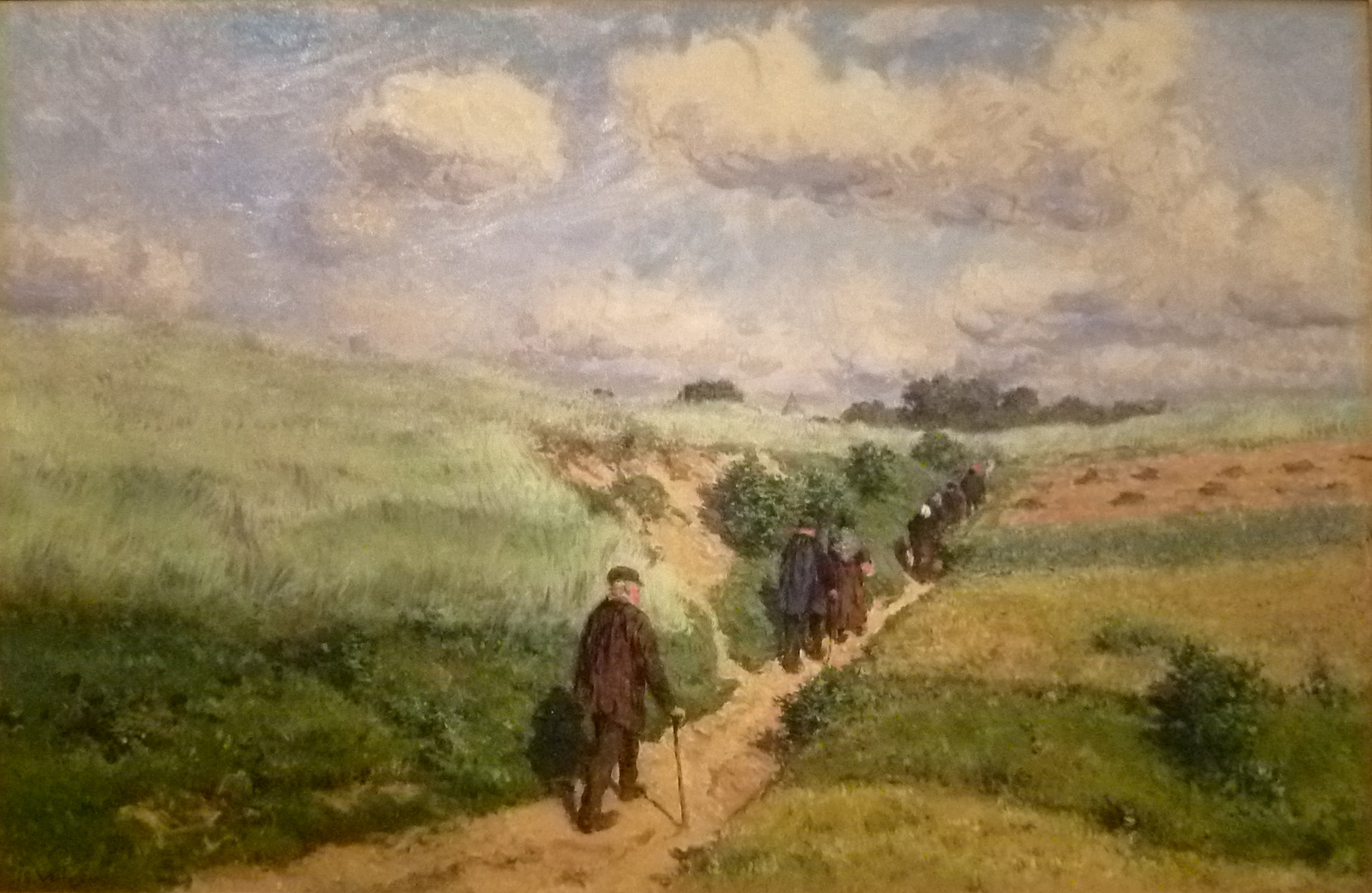
Zondagmorgen in de duinen, gemeentelijk patrimonium Knokke-Heist

Verheyden genoot reeds zeer vroeg waardering.  Hij verwierf goud in het Salon 1880 te Gent en werd hetzelfde jaar tot ridder in de Leopoldsorde benoemd.  Werken uit de vroege jaren zijn o.a. L’Enclos en April (Salon Brussel, 1881).  Sites die vaak in zijn landschappen voorkomen, zijn de Kempen (Genk), de oevers van de Schelde (veelal Baasrode), Nieuwpoort, Zelem, de Polders (Moerkerke), Koksijde, De Haan. Verheyden is ook een belangrijke figuur uit de Kempische Schilderschool. Kalmthout maar ook het Hôtel de la Cloche te Genk waren vaste etappes, waar hij tal van andere landschapschilders ontmoette, die dezelfde affiniteiten t.o.v. de Kempen hadden: Theodore Baron, Joseph Coosemans, Theodore Scharner. Ze worden om deze reden allemaal tot de Genkse School gerekend.

### Les XX
In 1883 ging Verheyden in Brussel wonen, in de nabijheid van zijn vriend Constantin Meunier. De Brusselse kunstwereld maakte net een zeer boeiende en woelige fase door. Daaruit zou in 1883 de Groep Les XX ontstaan, die de meeste vooruitstrevende kunstenaars van het ogenblik groepeerde: James Ensor, Willy Finch, Fernand Khnopff, Anna Boch, Rodolphe Wytsman, Willy Schlobach, Guillaume Van Strydonck, Louis Dubois, Périclès Pantazis, Theo Van Rysselberghe, Guillaume Vogels.
Verheyden zou in 1885 zelf lid worden van Les XX, doch reeds in 1888 ontslag nemen, evenwel in goede verstandhouding. Naar de salons van Les XX stuurde hij volgende werken: 
- 1885 De schilder Meunier, Boomzagers, Zoniënwoud, In de duinen, Een stroper (hoorde toe aan Anna Boch), Mijn kleintje, Een stuk gebloemde goudzijdestof
- 1886 Mijn vader, Mijn dochter, Anna, Eerste pasjes, Juffrouw Charlotte Meunier, James Ensor, Vriend Binjé, Vriend Staquet, Aprillied, De schuit, De grond, De naleesster, De Heer Louis Fuchs, architect, en een bronssculptuur Fifi
- 1887 De Kempen, In vakantie, De Heer V.B., Camille Lemonnier en Sneeuw

Tot Verheydens vriendenkring behoorde een groot aantal modernistische Belgische kunstenaars en letterkundigen, onder wie: James Ensor, Constantin Meunier, Camille Lemonnier, Anna Boch – die hij allen portretteerde -, Theo Van Rijsselberghe, Guillaume Vogels, Franz Courtens… In 1903-04 poseerde hij zelf voor Meuniers Zolamonument (foto’s daarvan bevinden zich in het C. Meuniermuseum te Brussel).  
Met Octave Maus en Anna Boch reisde Verheyden naar Zuid-Nederland, waar in die tijd een interessante landschapschilderschool bestond. In gezelschap van Guillaume Vogels en/of Franz Courtens ging hij in de jaren 80 vaak schilderen in het Zoniënwoud.

### Academieleraar
In 1900 werd Verheyden benoemd als eerste leraar "naar de natuur" aan de Brusselse Kunstacademie, als opvolger van Joseph Stallaert. In 1904 werd hij voor een periode van drie jaar aangesteld als directeur van deze instelling, maar hij overleed een jaar later, zodat hij zijn stempel niet heeft kunnen drukken op het beleid van de Academie.  
Verheyden heeft uiteraard tal van leerlingen gehad; speciaal te vermelden zijn Anna Boch, die privé-lessen nam en verder E. Maus, Jean van den Eeckhoudt, Victor Abeloos, Sonja Abeloos, Jean Colin, Henri Quittelier en ook korte tijd Jules Schmalzigaug.

### Postuum
Postuum werden in Brussel in 1907 en 1930 retrospectieve tentoonstellingen aan Verheyden gewijd. Na zijn overlijden was hij ook nog vertegenwoordigd op de belangrijke tentoonstelling van moderne Belgische Kunst te Berlin in 1908 met Portret van vader en Duinen te De Haan. Op 11 april 1910 (vijf jaar na zijn overlijden) vond in de Galerie J. en A. Leroy te Brussel een atelierverkoop (74 olieverfschilderijen, praktisch allemaal landschappen, alsook enkele figuurschilderingen) plaats.  

### Oeuvre en situering
Verheyden behoorde tot de tweede generatie realistische schilders in België. Hij debuteerde met werken in sombere realistische sfeer. Gaandeweg kwam er toenemende aandacht voor licht en voor impressionistische experimenten, zonder dat echter de Franse stijl geplagieerd werd. Ca 1890 is er een lossere, fragmenterende toets merkbaar, die echter ver afstaat van het pointillisme. Zijn vrienden Octave Maus en Eugène Boch interpreteerden dit als een vorm van slordigheid, die ze aan geldelijke zorgen weten die tot een grote productie dwongen. Gedurende zijn hele carrière schilderde Verheyden ook portretten (op bestelling). Meestal kiest hij voor een realistische benadering. In opdracht van de stad Tienen schilderde hij in 1901 het portret van Leopold II.  
Een merkwaardig schilderij is het landschap dat zich in het Mu.ZEE (voorheen Museum voor Schone Kunsten Oostende) bevindt: een landschap met molen, waarin Eugène Verboeckhoven – twee generaties ouder dan Verheyden – de dieren en de personages heeft geschilderd. Het is een van de laatste belangrijke voorbeelden van samenwerking van kunstenaars aan één werk, een hardnekkige traditie binnen de Vlaamse kunst van de 17de tot de 19de eeuw.

## Iconografie
- Van Verheyden zijn diverse fotografische portretten bekend.
- Edouard Agneessens schilderde zijn portret (ca. 1867; Brussel, K.M.S.K.).

## Musea
- Antwerpen, K.M.S.K.
- Aalst, Stedelijk Museum
- Brussel, Koninklijke Musea voor Schone Kunsten van België
- Brussel, Charliermuseum
- Elsene/Brussel, Museum van Elsene
- Genk, Emile Van Dorenmuseum
- Gent, M.S.K.
- Leuven, Museum M
- Liège, Musée de l’Art Wallon
- Oostende, Mu.ZEE (voorheen Museum voor Schone Kunsten Oostende)
- Mons, BAM (voorheen M.B.A.)
- Tienen, Sted. Museum "Het Toreken"
- Brussel, Belfius Collectie (ex-Gemeentekrediet)